# Vlag van Zwolle

vlag van de gemeente Zwolle

De vlag van Zwolle is op 28 mei 1962 door de gemeenteraad van de toenmalige Overijsselse gemeente Zwolle aangenomen als gemeentevlag, met als beschrijving:
Blauw, met een oversnijdend wit kruis
De vlag heeft een hoogte-breedteverhouding van 2:3 en is blauw met daarop gecentreerd een recht wit kruis met armen die een breedte hebben van 1/3 van de hoogte van de vlag. Het patroon en de kleuren zijn afgeleid van het gemeentewapen.
De kleuren van het gemeentewapen zijn de kleuren van Sint-Michaël, de schutspatroon van Zwolle. Blauw werd gezien als de kleur van Michaël, omdat deze aartsengel in de Openbaringen de aanvoerder is van de hemelse legers in hun strijd tegen de duivel.

## Eerdere vlag

Historische vlag van Zwolle (niet-officieel)

Sierksma beschrijft in 1962 een historische vlag als volgt: 
Wit, met een oversnijdend blauw kruis.
Dit historische vlag komt aldus voor in het vlaggenboek "Insignia Navalia". Het is de omkering (vaker gebruikelijk in de banistiek) van het wapenbeeld van Zwolle. Deze vlaggenbron was aan de Gemeentearchivaris van deze gemeente bekend als "een verzameling door spionnage verkregen, houdende indicatie welke schepen de Engelse kapers moeten aanvallen". Naar aanleiding van de attendering hierop door samensteller heeft de gemeenteraad voor Zwolle een vlag van blauw met oversnijdend wit kruis ingesteld als gemeentevlag.

### Verwante afbeeldingen

Wapen van Zwolle

Almelo 
· Borne 
· Dalfsen 
· Deventer 
· Dinkelland 
· Enschede 
· Haaksbergen 
· Hardenberg 
· Hellendoorn 
· Hengelo 
· Hof van Twente 
· Kampen 
· Losser 
· Oldenzaal 
· Olst-Wijhe 
· Ommen 
· Raalte 
· Rijssen-Holten 
· Staphorst 
· Steenwijkerland 
· Tubbergen 
· Twenterand 
· Wierden 
· Zwartewaterland 
· Zwolle